# Iglesia ni Cristo
L'Iglesia ni Cristo (prononciation en pilipino : [ɪgleʃɐ ni kɾisto], en français : Église du Christ, en anglais : Church of Christ, INC) est une religion de dénomination internationale chrétienne, originaire des Philippines. Elle fut enregistrée et prêchée en 1914 par Felix Manalo, qui devint le premier pasteur exécutif.

## Caractéristiques
L'Iglesia ni Cristo se proclame comme étant la seule vraie Église et la restauration de l'Église d'origine, fondée par Jésus-Christ, et prétend que toutes les autres Églises chrétiennes, telle l'Église catholique romaine, sont apostates. D'après sa doctrine, son enregistrement officiel sous le gouvernement philippin, le 27 juillet 1914, par Manalo est confirmé par ses membres comme étant le dernier messager de Dieu, est un acte de la providence divine et l'accomplissement de la prophétie biblique concernant le rétablissement de l'Église du Christ en Extrême-Orient (Far East) avec la venue du septième sceau, marquant la fin des temps dans l'Apocalypse.
L'Iglesia ni Cristo ne reconnaît pas la divinité de Jésus, se réclamant de l'unitarisme. Elle ne célèbre pas les fêtes chrétiennes comme Noël ou Pâques et maintient l'interdit de la consommation du sang des animaux. Elle est anticatholique et nationaliste,.

## Histoire
À la mort de Manalo en 1963, l'Iglesia ni Cristo était une Église à l'échelle nationale avec 1250 chapelles locales et 35 grandes cathédrales. Son fils, Eraño G. Manalo, devint le chef de l'Église et mena une campagne de développement et d'internationalisation de l'Église jusqu'à sa mort, le 31 août 2009. Son fils, Eduardo V. Manalo, lui a succédé comme pasteur exécutif. En 2010, le recensement des Philippines par le Bureau national des statistiques (National Statistics Office) a révélé que 2,45 % de la population dans les Philippines est affiliée à l’Iglesia ni Cristo, la quatrième plus grande dénomination religieuse aux Philippines, après l'Église catholique romaine (80,6%), l'islam (5,6%) et l'évangélisme (2,68%).
Le 2 juillet 2014, par la proclamation n°815, le gouvernement philippin déclara l'année 2014 comme « année du centenaire de l’Iglesia ni Cristo » (Iglesia ni Cristo Centennial Year). La proclamation fut délivrée afin « d’améliorer la sensibilisation du public » sur ses contributions au développement national.
En 2015, La Croix rapporte que l'Iglesia ni Cristo, qualifiée de secte par le journal, est accusée d'enlèvement et séquestration par d'anciens membres, alors que des soupçons de corruption s'accumulent.